# Дождевик луговой
Дождеви́к лугово́й, также васце́ллум полево́й (лат. Lycoperdon pratense, или Vascellum pratense) — вид грибов-базидиомицетов, входящий в род Дождевик (Lycoperdon) семейства Шампиньоновые (Agaricaceae). В некоторых классификациях выделяется в отдельный род Васцеллум (Vascellum).

## Описание

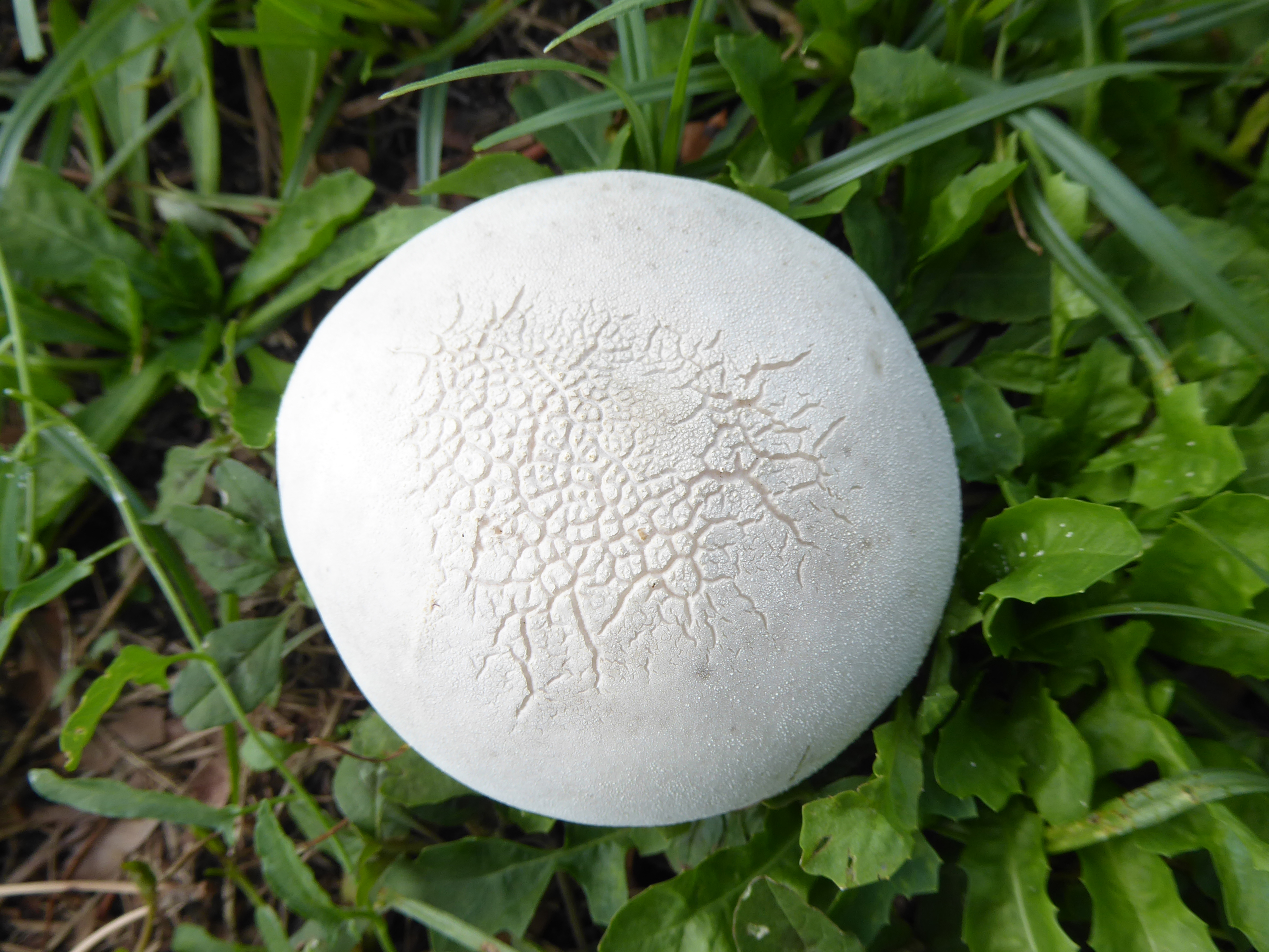

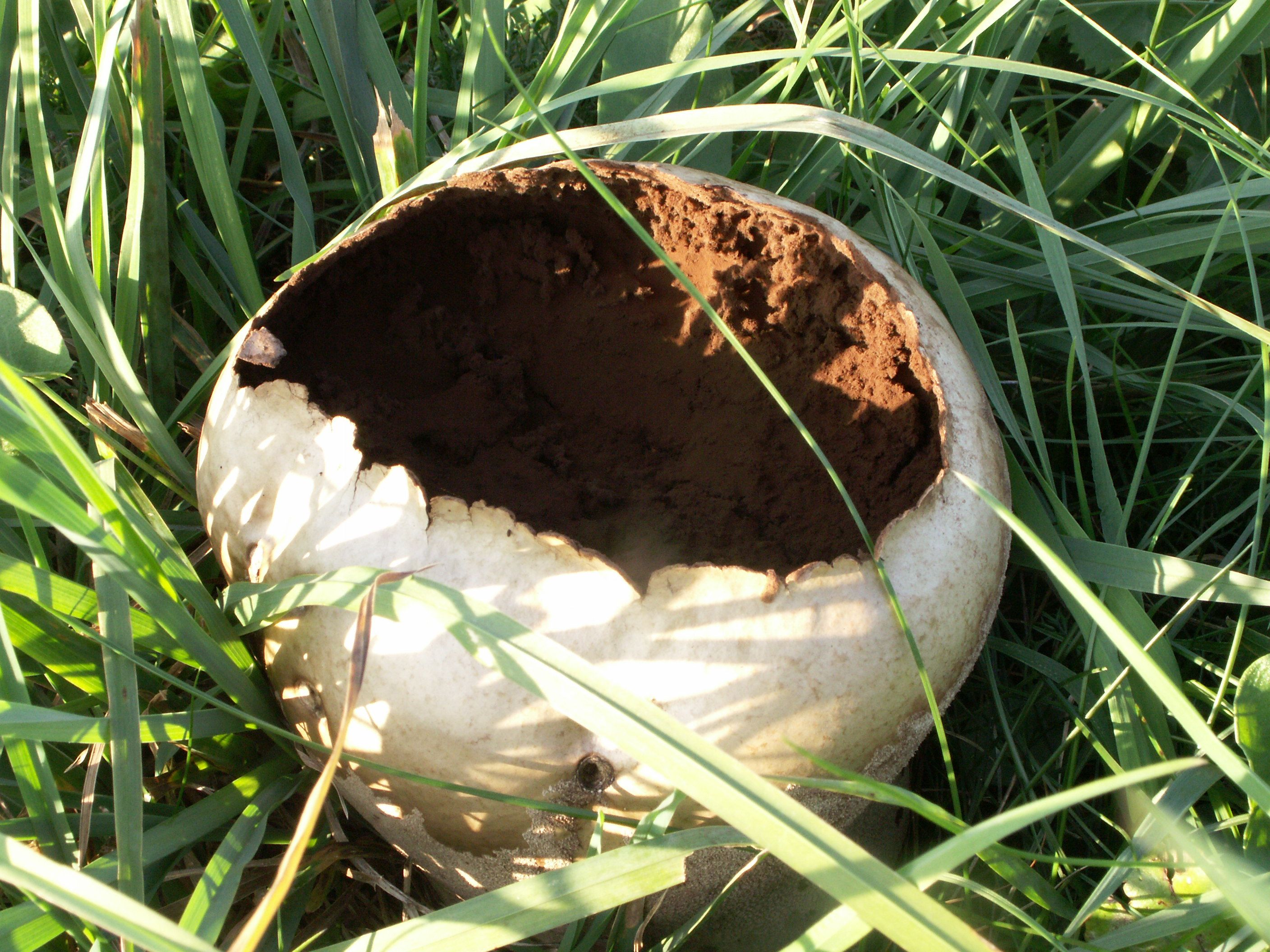

Плодовое тело у молодых грибов шаровидной формы, затем становится более уплощённым — грушевидным или юловидным, у взрослых грибов с приплюснутой верхушкой, достигает 1,2—3,5(5) см в высоту и 1—4,5(6) см в ширину. Перидий двухслойный, экзоперидий покрытый мягкими шипиками 1—1,5 мм длиной, белого цвета, к старости буроватый, с трещинами, исчезающий с возрастом; эндоперидий тонкий, беловатый, затем жёлто-буроватый, блестящий, гладкий, при выбрасывании спор растрескивающийся на верхушке в округлое или щелевидное отверстие. Ножка довольно хорошо выражена, до 1,2 см длиной, заметно морщинистая.
Мякоть с перегородкой-диафрагмой, разделяющей глебу и ножку, с сильным приятным запахом. Глеба белая, у более взрослых грибов оранжеватая, при созревании спор оливково-коричневая. Перегородка с верхней стороны блестящая, серовато-коричневатая.
Споры почти шаровидной формы, 2,5—4,5 мкм в диаметре. Капиллиций слабо развитый, имеется только близ эндоперидия. Паракапиллиций развитый по всему объёму глебы, нити неокрашенные, септированные, до 6,5 мкм толщиной.
Съедобен по крайней мере в молодом возрасте, пригоден для употребления в пищу в различном виде, не требует предварительного отваривания.

### Сходные виды
От других дождевиков отличается наличием так называемой диафрагмы, отделяющей спороносную глебу от стерильной ножки. Несколько близких видов, выделявшихся в род Vascellum, известны из Америки и Африки, среди них:
- Lycoperdon curtisii Berk., 1859, отличающийся в несколько раз более толстыми нитями паракапиллиция.
- Lycoperdon subpratense Lloyd, 1905, отличающийся наличием выраженного настоящего капиллиция, а также тёмными шипиками.

## Экология и ареал
Произрастает на почве в большинстве типов лугов, часто на полянах в лесах. Предпочитает более засушливые места. Нередко произрастает вместе с Bovista plumbea.
Широко распространённый вид с почти космополитичным ареалом, отсутствует во влажных тропических регионах.

## Синонимы
По классификации Э. Ларссон и М. Йеппсона, основанной на молекулярно-филогенетических исследованиях 2008 года, васцеллум полевой включён в подрод Vascellum в составе рода Lycoperdon. Согласно 10 изданию «Словаря грибов», род Vascellum включён в синонимику Lycoperdon.
- Bovista queletii (Schulzer) De Toni, 1888
- Calvatia depressa (Bonord.) Z.Moravec, 1954
- Globaria queletii Schulzer, 1885
- Lycoperdon caelatum Fr., 1829
- Lycoperdon depressum Bonord., 1857
- Lycoperdon gemmatum var. pratense (Pers.) J.Schröt., 1889
- Lycoperdon hyemale Bull., 1781
- Lycoperdon kalchbrenneri De Toni, 1888
- Lycoperdon natalense Cooke & Massee, 1887
- Lycoperdon vitellinum Fr., 1817
- Utraria pratensis (Pers.) Quél., 1873
- Vascellum depressum (Bonord.) F.Šmarda, 1958
- Vascellum pratense (Pers.) Kreisel, 1962